# 5362 Johnyoung
5362 Johnyoung è un asteroide della fascia principale. Scoperto nel 1978, presenta un'orbita caratterizzata da un semiasse maggiore pari a 3,3844348 au e da un'eccentricità di 0,0261138, inclinata di 6,14655° rispetto all'eclittica.